# Безособове речення
Безособове речення — це тип односкладного речення, в яких дія чи стан сприймаються незалежно від активного діяча. Є 5 різновидів безособових речень, що відрізняються за типом побудови граматичної конструкції. Усі вони об'єднані імперсональністю.
Дослідженням, класифікацією та вивченням безособових речень займалися такі відомі науковці: А. Загнітко, І. Вихованець, К. Шульжук, О. Потебня та інші.

## Класифікація за видомпредикативного центру
1. речення з головним членом, вираженим безособовим дієсловом; Напр.: Надворі світає.
2. речення з головним членом, вираженим адвербіальними (прислівниковими) та іменними предикативами (словами, що виконують роль присудка у безособовому реченні, та передають лише стан); Напр.: На серці було весело.
3. речення з головним членом, вираженим поєднанням інфінітива з предикативом; Напр.: Доволі мовчати.
4. речення з головним членом, вираженим дієслівною формою на –но, –то [1, с.174]. Напр.: Багато слів сказано даремно.[1]
5. речення що містить заперечне слово нема (немає). [2, с.232] Напр.: Немає другого Дніпра (Т. Шевченко).